# Eredivisie Media & Marketing CV
Eredivisie Media & Marketing CV (EMM) is een mediabedrijf dat op 27 augustus 2008 is opgericht door de Eredivisieclubs en Endemol om zo een eigen betaalde voetbalzender te starten. Het bedrijf exploiteert de betaalkanalen van ESPN en het open kanaal STAR Channel.

## Zenders
- ESPN
- STAR Channel

## Geschiedenis

### Oprichting
In het kader van de exploitatie van collectieve live televisierechten besloten de achttien eredivisieclubs op 10 maart 2008 unaniem een nieuwe weg in te slaan, nadat geen enkele landelijke aanbieder het bedrag bood dat deze clubs wilden ontvangen. Voor de exploitatie van de live televisierechten werd gekozen voor het opzetten van een eigen televisiezender in samenwerking met productiebedrijf Endemol, Eredivisie Live. Zo ontstond, op 27 augustus 2008, de Eredivisie Media & Marketing CV (EMM) die de zender exploiteert. De Eredivisie CV (ECV) en Endemol Sports Investments waren destijds commandite en Eredivisie Beheer beherend vennoot. De nationale voetbalbond KNVB trad in het seizoen 2010/11 aan als partner van EMM.

### FOX
In augustus 2012 sloot FOX een deal met EMM waardoor zij 51 procent van de aandelen van het mediabedrijf in handen kregen. De overeenkomst, waarmee meer dan een miljard euro gemoeid zou zijn, had een looptijd van twaalf jaar. Het werd daarmee de grootste televisiedeal in de historie van het Nederlandse voetbal. Het bedrijf van Rupert Murdoch betaalde het eerste seizoen 60 miljoen euro. In de jaren erna liep het bedrag op naar 80 en 100 miljoen euro per seizoen. Op 30 november 2012 werd de deal officieel afgerond na goedkeuring van de toenmalige mededingingsautoriteit NMa. De titel Eredivisie Live werd met ingang van 1 augustus 2013 vervangen door FOX Sports. Naast de Eredivisie ging het toen ook andere competities uitzenden, zoals de Engelse Premier League en de Duitse Bundesliga.

### Disney
In 2019 kwam 21st Century Fox, waartoe FOX Sports behoorde, in handen van The Walt Disney Company. Hiermee kwam het meerderheidsbelang in handen van een ander Amerikaans mediabedrijf. Na een transitieperiode binnen de organisatie werd in december 2020 bekend dat de naam FOX Sports met ingang van 1 januari 2021 plaats zou maken voor ESPN, het sportmerk van The Walt Disney Company. Op oudjaarsdag 2020 verkocht EndemolShine zijn belang in de EMM aan de ECV, waardoor de ECV 44,1 procent van de EMM in handen kreeg. De KNVB behield 4,9 procent en The Walt Disney Company 51 procent.

### Nieuwe gunning
De rechten van de Eredivisie zijn tot en met het seizoen 2024/25 in handen van ESPN. In april 2023 leek de partij de beste papieren te hebben om de uitzendrechten met tien jaar de verlengen, al was ook Ziggo Sport geïnteresseerd. Echter werd de Amerikaanse sportzender later die maand overboden door een consortium bestaande uit DELTA Fiber, KPN, T-Mobile en VodafoneZiggo. Het eerste bod werd door de clubs van tafel geveegd waarna het consortium met een nieuw bod kwam, ter waarde van 180 miljoen euro netto per seizoen. Het bedrag lag aanzienlijk hoger dan dat van ESPN, wat neer kwam op 160 miljoen euro per jaar.
Desondanks stemden de clubs, op dinsdag 10 oktober 2023, unaniem in met een vernieuwde deal met de Amerikanen. De nieuwe deal betrof een looptijd van vijf jaar, tot medio 2030, tegen een waarde van ongeveer 750 miljoen euro. Naast alle Eredivisie wedstrijden omvatte de overeenkomst ook het live uitzenden van alle Eerste Divisie en Vrouwen Eredivisie-wedstrijden. Ondanks een akkoord van de clubs legde het consortium van kabelaars zich nog niet neer bij de deal en stapten daarvoor naar de Autoriteit Consument & Markt om het onderhandelingsproces door te laten lichten. De ACM zag echter niet voldoende reden om een deal te dwarsbomen; de nieuwe overeenkomst tussen de clubs en ESPN werd daarom in 2024 alsnog bekrachtigd.

## Raad van Commissarissen
De Raad van Commissarissen bestaat uit vijf personen: drie uit de Eredivisie en twee vertegenwoordigers van Endemol. 
Een van beide zetels namens Endemol werd vanaf 2008 tien jaar lang ingevuld door Paul Römer, die in 2018 het stokje overdroeg aan AT5-hoofdredacteur Ton F. van Dijk. De andere zetel werd tussen 2014 en 2019 ingenomen door bestuurder Just Spee.